# 택티컬리더
택티컬리더는 저스티스소프트에서 개발된 모바일 턴제 전략 PvP 게임이다.  
"세상의 모든 캐릭터로 나만의 팀을 편성하라!!"라는 슬로건을 가지고 있다. 
2017년 3월 13일 ~ 5월26일까지 클로즈 베타 테스트
2017년 6월 28일 오전 10시 안드로이드 정식 서비스 